# Ramodatodes armicollis
Ramodatodes armicollis är en skalbaggsart som först beskrevs av Leon Fairmaire 1902.  Ramodatodes armicollis ingår i släktet Ramodatodes och familjen långhorningar.
Artens utbredningsområde är Madagaskar. Inga underarter finns listade i Catalogue of Life.